# David Stieler
David Stieler (* 20. Juli 1988 in Kladno, Tschechoslowakei) ist ein deutsch-tschechischer Eishockeyspieler, der seit März 2023 beim EV Landshut aus der DEL2 unter Vertrag steht und dort aus der Position des Centers spielt. Zuvor war Stieler sieben Spielzeiten für die Augsburger Panther in der Deutschen Eishockey Liga (DEL) aktiv und bestritt darüber hinaus über 330 Partien in den höchsten Spielklassen Tschechiens und der Slowakei.

## Karriere

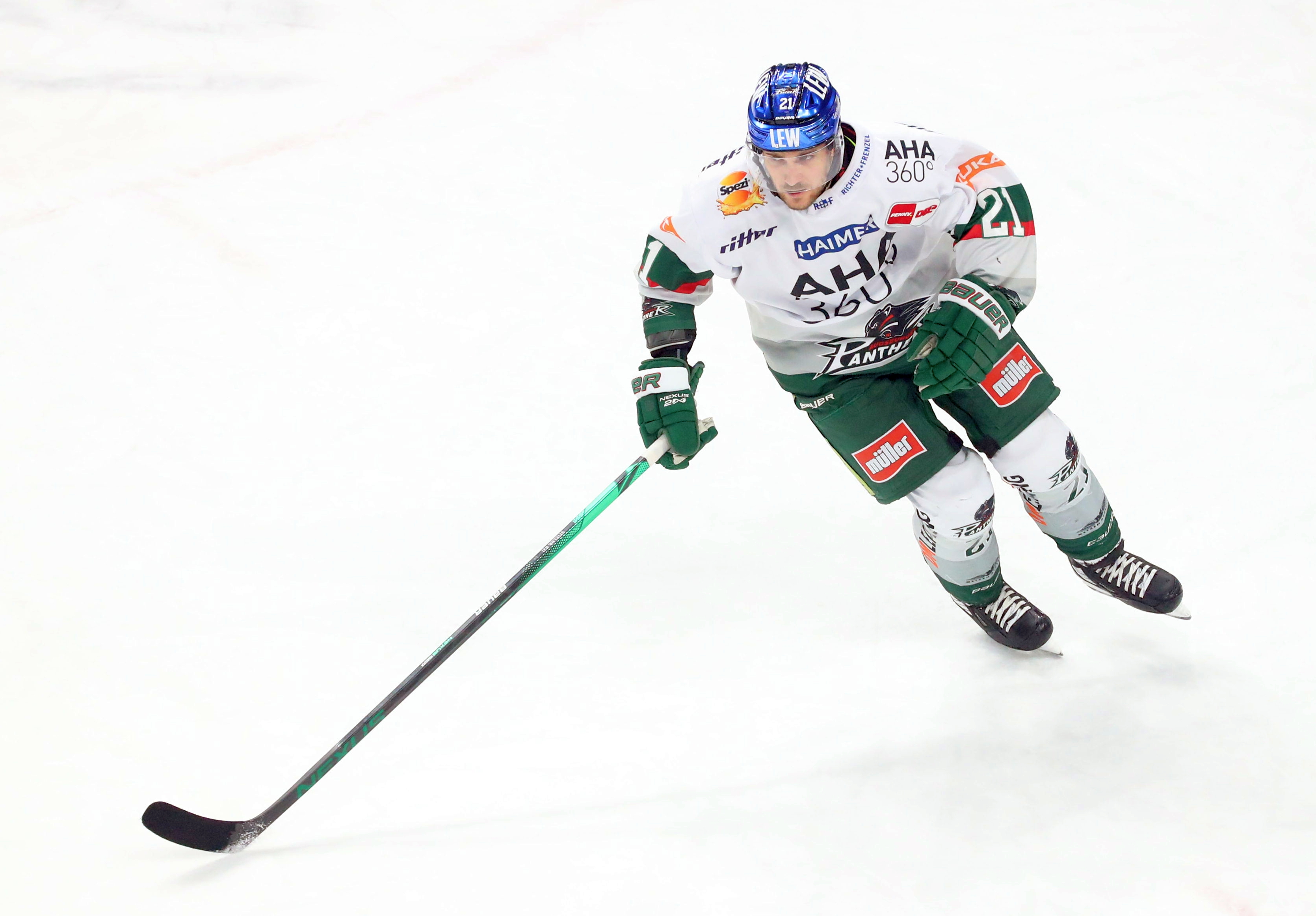
Stieler im Trikot der Augsburger Panther (2022)

Stieler begann seine Karriere in den Juniorenmannschaften des HC Kladno. Im Jahr 2006 gewann der Angriffsspieler mit der U20-Auswahl seines Heimatvereins die tschechische Junioren-Meisterschaft in dieser Altersklasse. Wie so viele aus dem erfolgreichen Team versuchte er sich in Nordamerika zu beweisen. Nach zwei Jahren bei den Swift Current Broncos, die ihn beim CHL Import Draft 2006 in der ersten Runde als insgesamt 14. Spieler gezogen hatten, aus der kanadischen Juniorenliga Western Hockey League (WHL) kehrte Stieler nach Kladno zurück. In den drei Folgejahren kämpfte die Mannschaft des HC Kladno jeweils um den Klassenerhalt in der tschechischen Extraliga. Jedes Mal konnte man sich in der Relegation durchsetzen.
In der Saison 2011/12 wechselte Stieler zum Ligakonkurrenten BK Mladá Boleslav. Allerdings konnte der Abstieg in diesem Spieljahr bei seinem neuen Verein nicht vermieden werden. In der entscheidenden Relegationsserie verlor man 3:4 gegen die Piráti Chomutov. Der Center entschied sich daraufhin für einen Wechsel in die benachbarte Slowakei. In der slowakischen Extraliga stand er zwei Jahre für den HK 36 Skalica auf dem Eis, bevor sich der Tscheche dem EV Regensburg aus der deutschen Oberliga anschloss, um sich in Deutschland zu beweisen. Im Jahr 2015 erhielt er die deutsche Staatsangehörigkeit und wechselte daraufhin in die DEL2 zu den Fischtown Pinguins Bremerhaven. In 56 Spielen für Bremerhaven erzielte Stieler während der Saison 2015/16 27 Treffer sowie 30 Assists.
Im April 2016 wurde er von den Augsburger Panthern aus der Deutschen Eishockey Liga (DEL) unter Vertrag genommen. In seiner siebten Spielzeit bei den Fuggerstädtern belegte der Deutsch-Tscheche am Ende der Saison 2022/23 mit der Mannschaft den vorletzten Tabellenplatz. In der Folge verließ Stieler den Klub nach sieben Jahren und wechselte zum EV Landshut in die DEL2.

## Erfolge und Auszeichnungen
- 2006 Tschechischer U20-Juniorenmeister mit dem HC Kladno
- 2015 Topscorer der Oberliga, Gruppe Süd
- 2015 Wertvollster Spieler der Oberliga, Gruppe Süd

## Karrierestatistik
Stand: Ende der Saison 2024/25

### International
Vertrat Tschechien bei:
- World U-17 Hockey Challenge 2005

(Legende zur Spielerstatistik: Sp oder GP = absolvierte Spiele; T oder G = erzielte Tore; V oder A = erzielte Assists; Pkt oder Pts = erzielte Scorerpunkte; SM oder PIM = erhaltene Strafminuten; +/− = Plus/Minus-Bilanz; PP = erzielte Überzahltore; SH = erzielte Unterzahltore; GW = erzielte Siegtore; 1 Play-downs/Relegation; Kursiv: Statistik nicht vollständig)